# Polhemsdockan

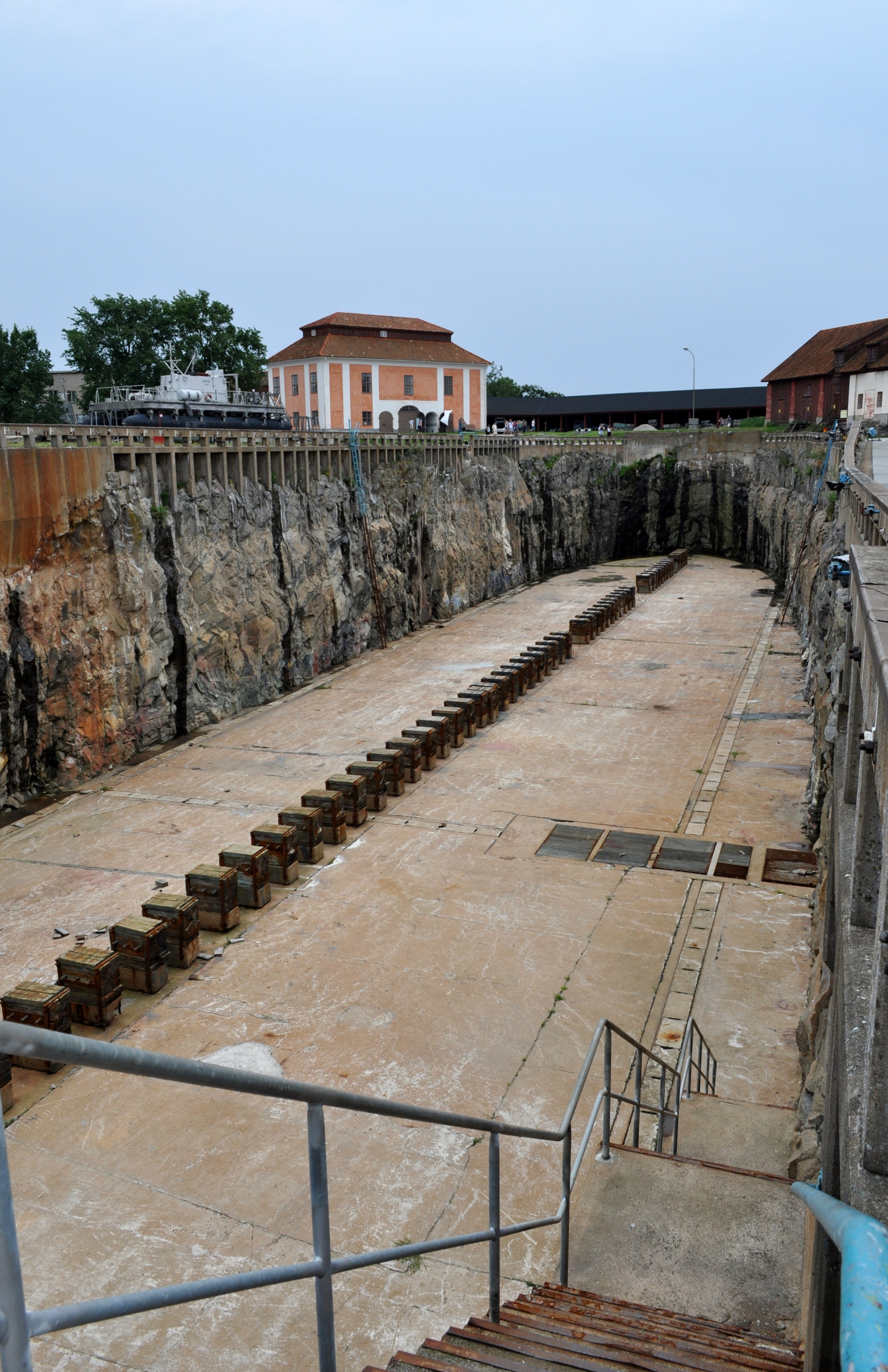
Polhemsdockan i augusti 2010.

Polhemsdockan är en torrdocka på örlogsvarvet i Karlskrona. Dockan är insprängd i klippan på ön Lindholmen utanför staden. Polhemsdockan byggdes åren 1717-24 och var den första i sitt slag i Sverige. Dockan har fått sitt namn efter uppfinnaren Christoffer Polhem, som låg bakom dess konstruktion.
Dockan byggdes av 600 man och väckte internationell uppmärksamhet för sin avancerade utformning. Medan torrdockor i andra länder tömdes på vatten genom att man lade dem ovanför tidvattengränsen, använde Polhemsdockan vattenpumpar, eftersom Östersjön inte har något tidvatten att tala om. Dockan kallades därför under sin samtid för världens åttonde underverk. Vattenpumparna konstruerades av skeppsbyggmästaren Charles Sheldon, de var så kallade länkpumpar, en form av pater noster-pumpar som redan var en beprövad metod för att föra upp vatten ur svenska gruvor.